# Gunung Sormin
Gunung Sormin is een bestuurslaag in het regentschap Padang Lawas Utara van de provincie Noord-Sumatra, Indonesië. Gunung Sormin telt 477 inwoners (volkstelling 2010).